# سید عباس معارف
سید عباس معارف (۱۷ فروردین ۱۳۳۳ در تهران – ۱ دی ۱۳۸۱ در تهران) پژوهشگر حوزه فلسفه و عرفان و موسیقی و نوازنده دوتار و تنبور بود. او دانش‌آموخته رشته حقوق و علوم سیاسی و از شاگردان برجسته احمد فردید بود.

## پژوهش‌ها و فعالیت‌ها

### موسیقی
به گفته حسام‌الدین سراج، معارف، ردیف موسیقی ایرانی و موسیقی مقامی را به خوبی می‌شناخت و بسیار خوب دوتار می‌نواخت. شیوه خاصی از مضراب زدن که به «پنجه دو پیچ» یا «پنجه معارف» معروف است، از ابداعات اوست.

### فیزیک
به گفته محمد درودیان، معارف به دنبال ذره بنیادینی می‌گشت که بتواند از طریق آن تبدیل ماده به انرژی و انرژی به ماده را به نحو بنیادینی‌تری از آنچه ماکس پلانک و آلبرت انیشتین مطرح کرده بودند، طرح و پیگیری کند. «البته سیدعباس معارف از همان روابطی استفاده می‌کرد که دو دانشمند اروپایی استفاده کرده بودند و بیان ریاضی تئوری هم بسیار مستحکم بود و من استادی را ندیدم که بتواند از تئوری ماترژن ایراد بگیرد.»

## درگذشت
سید عباس معارف در سحرگاه شب یلدای سال ۱۳۸۱ بر اثر تشدید انواع بیماری‌ها (عروقی ـ قلبی، دیابتی، ضعف شدید بینایی و…) درگذشت.